# Franz Abt

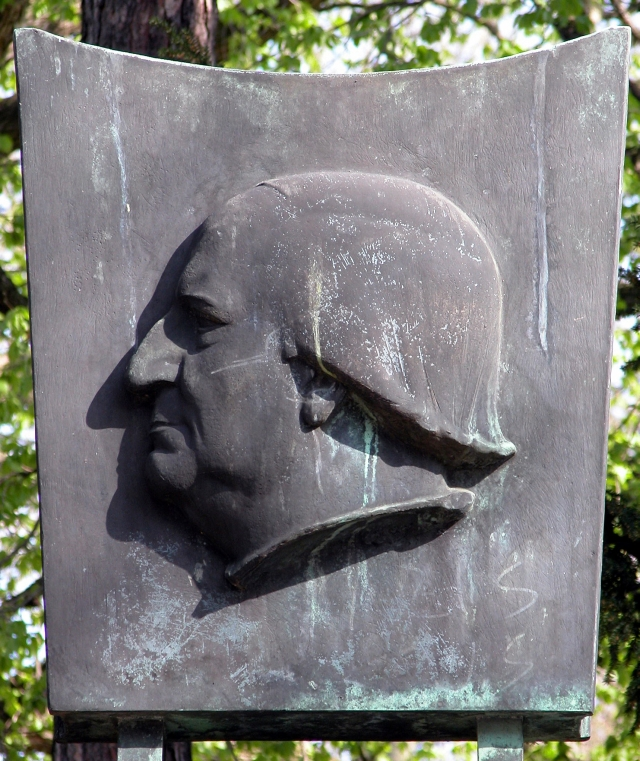
Monument al lui Franz Abt din Braunschweig

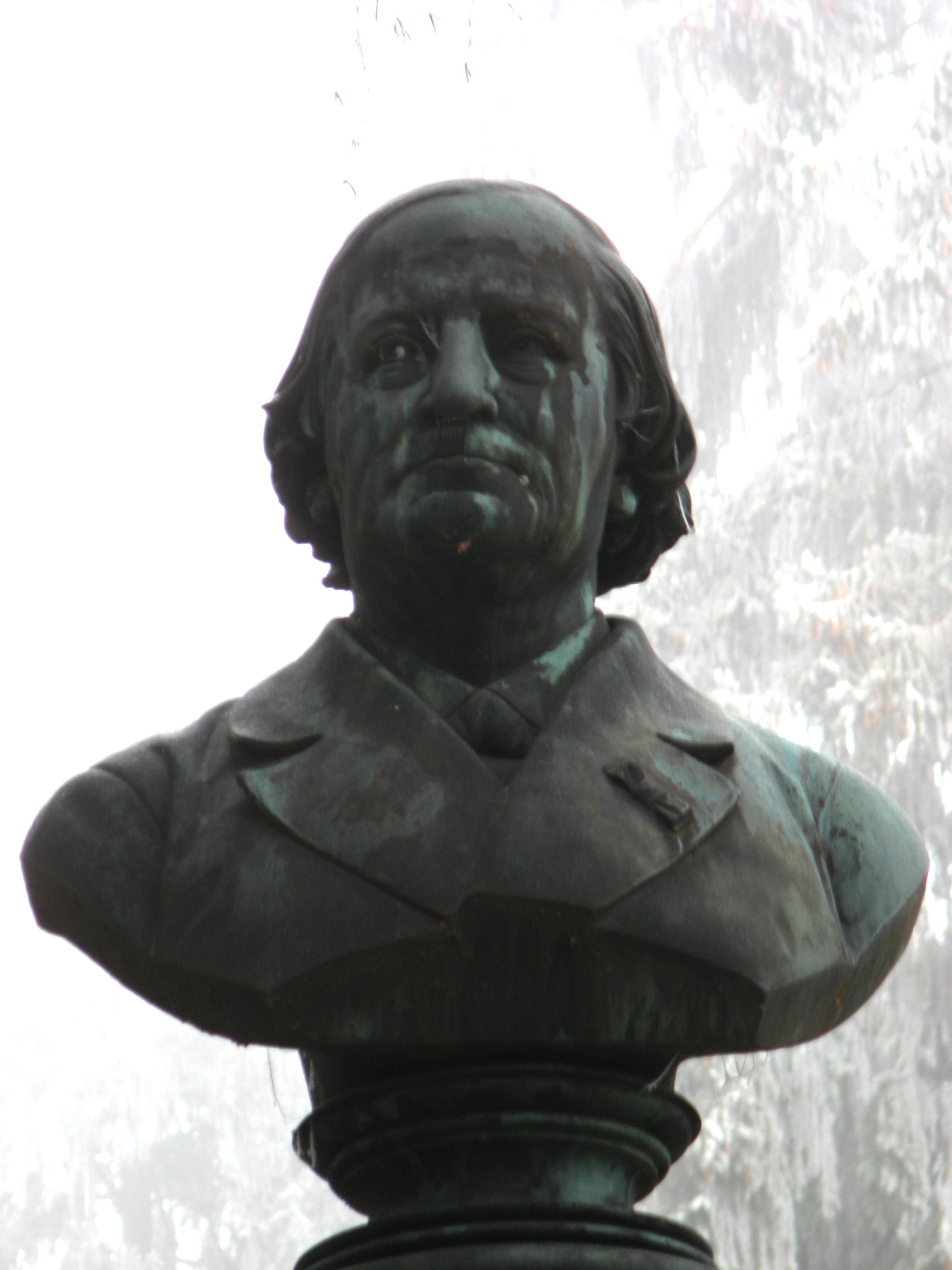
Franz Abt - bust din cimitirul din Wiesbaden

Franz Abt (n. 22 decembrie 1819, Eilenburg, Saxonia — d. 31 martie 1885, Wiesbaden) a fost un compozitor și șef de orchestră german.

## Biografie
Primii pași în educația muzicală le face sub îndrumarea tatălui. După absolvirea renumitei Thomasschule din Leipzig începe să studieze tot aici teologie și muzică. Printre studenții renumiți din perioada sa se numără Robert Schumann și Felix Mendelssohn Bartholdy.
După terminarea studiilor este un  timp șef de orchestră la Bernburg (Saale) și mai apoi director de cor la Zürich. Tot la Zürich a fost câțiva ani încredințat cu conducerea seriei de concerte în abonament a societății muzicale din oraș: Allgemeinen Musikgesellschaft.
1853 Abt este numit șef de orchestră (Hofkapellmeister) la teatrul de la curtea din Braunschweig. Acest teatru, fondat în 1690 ca Opernhaus am Hagenmarkt (casa de operă de la piața Hagenmarkt), a cunoscut o perioadă înfloritoare în secolul al XIII -lea și a văzut pe lângă prezentări de opere și premiera absolută a uneori piese de teatru renumite, ca Emilia Galotti de Gotthold Ephraim Lessing sau Faust I de Johann Wolfgang von Goethe. Abt rămâne pe acest post timp de 30 de ani până la închiderea teatrului. În acestă perioadă a compus circa 3.000 de piese, mai ales piese pentru cor și lieduri acompaniate la pian.